# Blanche Thornycroft
Blanche Coules Thornycroft (* 21. Dezember 1873 in Hammersmith, London; † 30. Dezember 1950 in Bembridge, Isle of Wight) war eine britische Schiffbauingenieurin der Werft John I. Thornycroft & Company.

## Leben
Thornycroft wurde 1873 im Londoner Stadtteil Hammersmith als Tochter des Schiffbauingenieurs John Isaac Thornycroft (1843–1928) und dessen Ehefrau Blanche Coules (1846–1936) geboren. Sie hatte sechs Geschwister, darunter der Ingenieur John Edward Thornycroft (1872–1960) und der Motorbootfahrer und Olympiasieger Thomas Thornycroft (1881–1955). Wohl zuhause ausgebildet, zog die Familie später nach Bembridge auf die Isle of Wight, wo ihr Vater mit John I. Thornycroft & Company eine bedeutende Werft aufbaute. Nicht zuletzt den Teich des Familienanwesens Steyne House nutzte ihr Vater, um Schiffsmodelle auszuprobieren; weitere Firmenanlagen wurden in direkter Nähe zum Anwesen errichtet. Blanche begann bald, ihrem Vater bei Messungen und Testversuchen zu helfen und wurde so praktisch im Schiffbau angelernt. Bald führte sie wesentliche Testversuche eigenhändig durch und wurde so zu einem wichtigen Teil des Unternehmens, wenngleich sie öffentlich ihre Bedeutung herunterspielte. Zu ihren ersten Projekte gehörten vor allem Motorrennboote, darunter die Gyrinus II, das Schiff, in dem ihr Bruder Thomas bei den Olympischen Sommerspielen 1908 zwei Goldmedaillen gewinnen konnte. Auch an der Entwicklung der Schnellboote HMS Mimi und HMS Toutou für die Tanganyika Naval Expedition arbeitete sie mit.
Ab dem Ersten Weltkrieg war Thornycroft an den wesentlichen Entwicklungen des Unternehmens beteiligt, unter anderem bei mehreren Modellen von Motortorpedobooten und bei Zerstörern der Acheron-Klasse und der Acasta-Klasse. In vielen Fällen trugen ihre Messungen und Modellierungen direkt zum Gelingen der Projekte bei. Zumindest bis in die späten 1930er Jahren blieb sie im Unternehmen aktiv, wenngleich sie nie offiziell bei dem Unternehmen angestellt war. Neben John Edward und Thomas war sie eines von drei Kindern ihres Vaters, das in seinem Unternehmen aktiv war. Nach dem Tod ihres Vaters 1928 übernahm sie die Leitung des firmeneigenen Testbeckens. In dieser Zeit war sie beispielsweise am Bau der Miss England III beteiligt, dem schnellsten Rennboot seiner Zeit. Angesichts ihrer Verdienste wurde sie 1919 neben Eily Keary und Rachel Parsons als erste Frau in die Royal Institution of Naval Architects aufgenommen. Gemeinsam mit Parsons war sie auch Mitbegründerin der Women’s Engineering Society. Neben ihrer Arbeit war sie karitativ und ehrenamtlich engagiert. Sie starb Ende 1950 auf ihrem Anwesen The Moorings in Bembridge im Alter von 77 Jahre und vermachte ihr Vermögen zu gleichen Teilen ihrer Verwandtschaft.